# Johann Mayrhofer (Dichter)

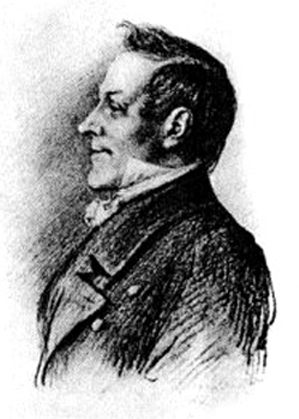
Schwind: Johann Mayrhofer

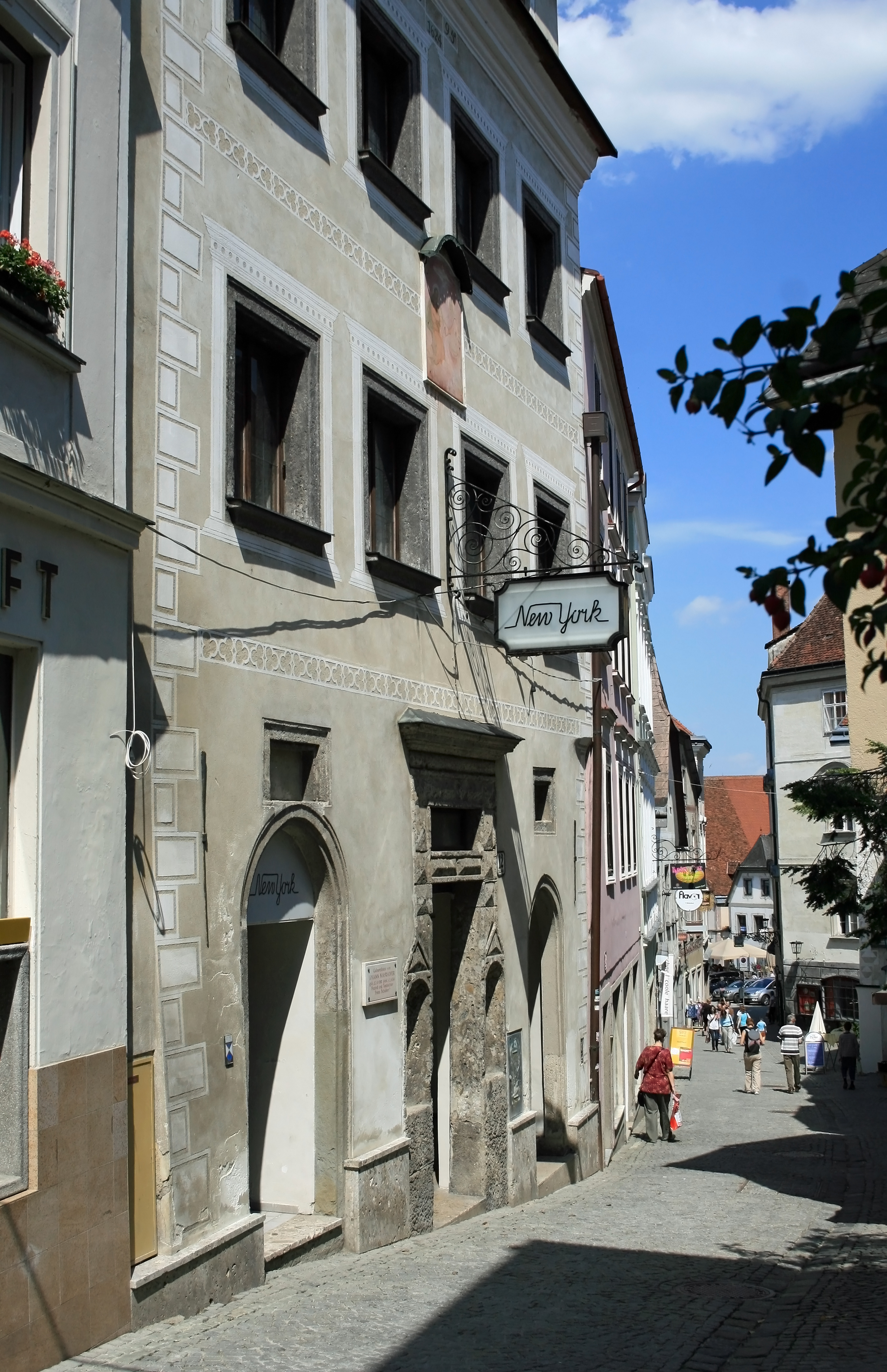
Geburtshaus in der Pfarrgasse

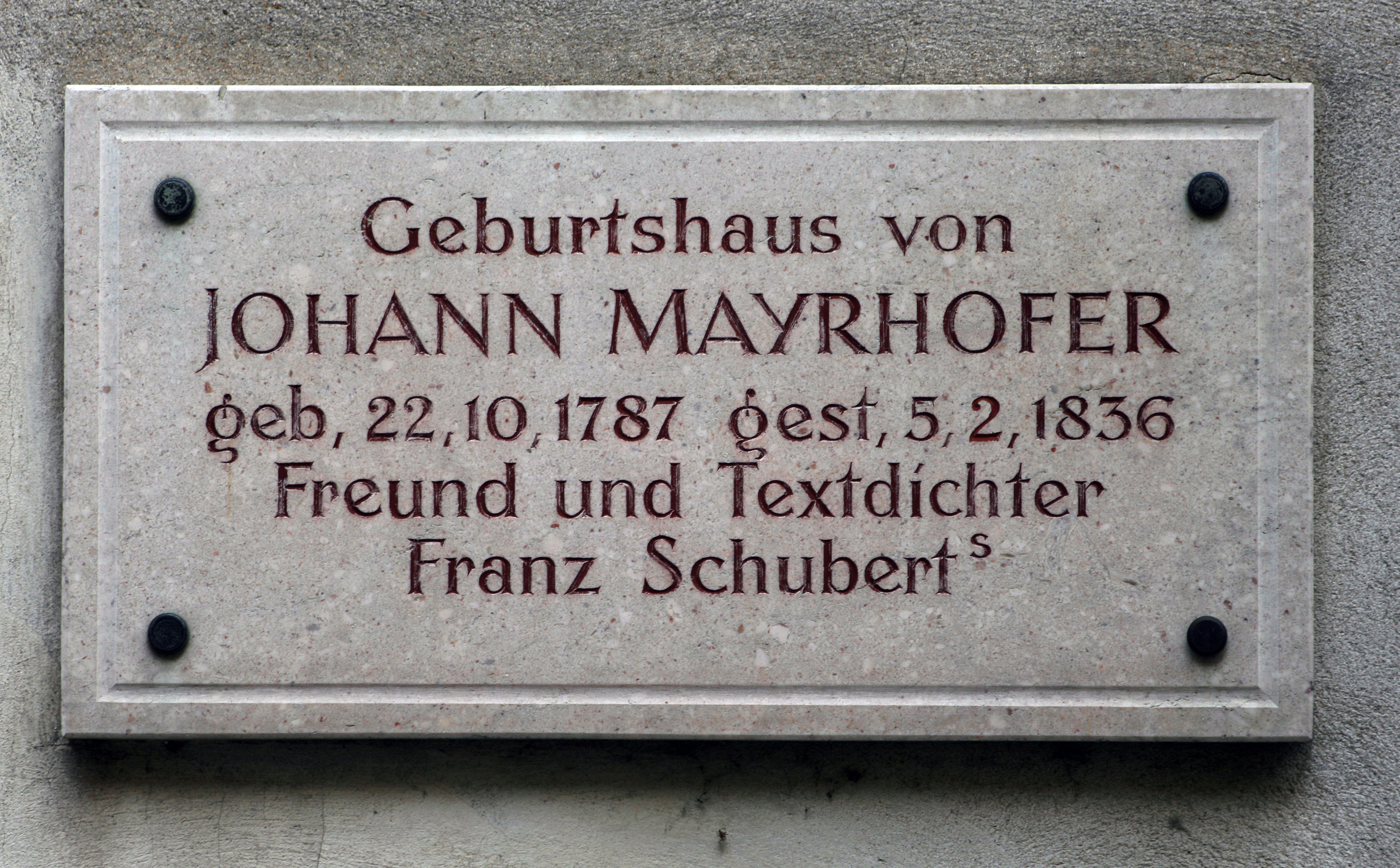
Gedenktafel am Geburtshaus

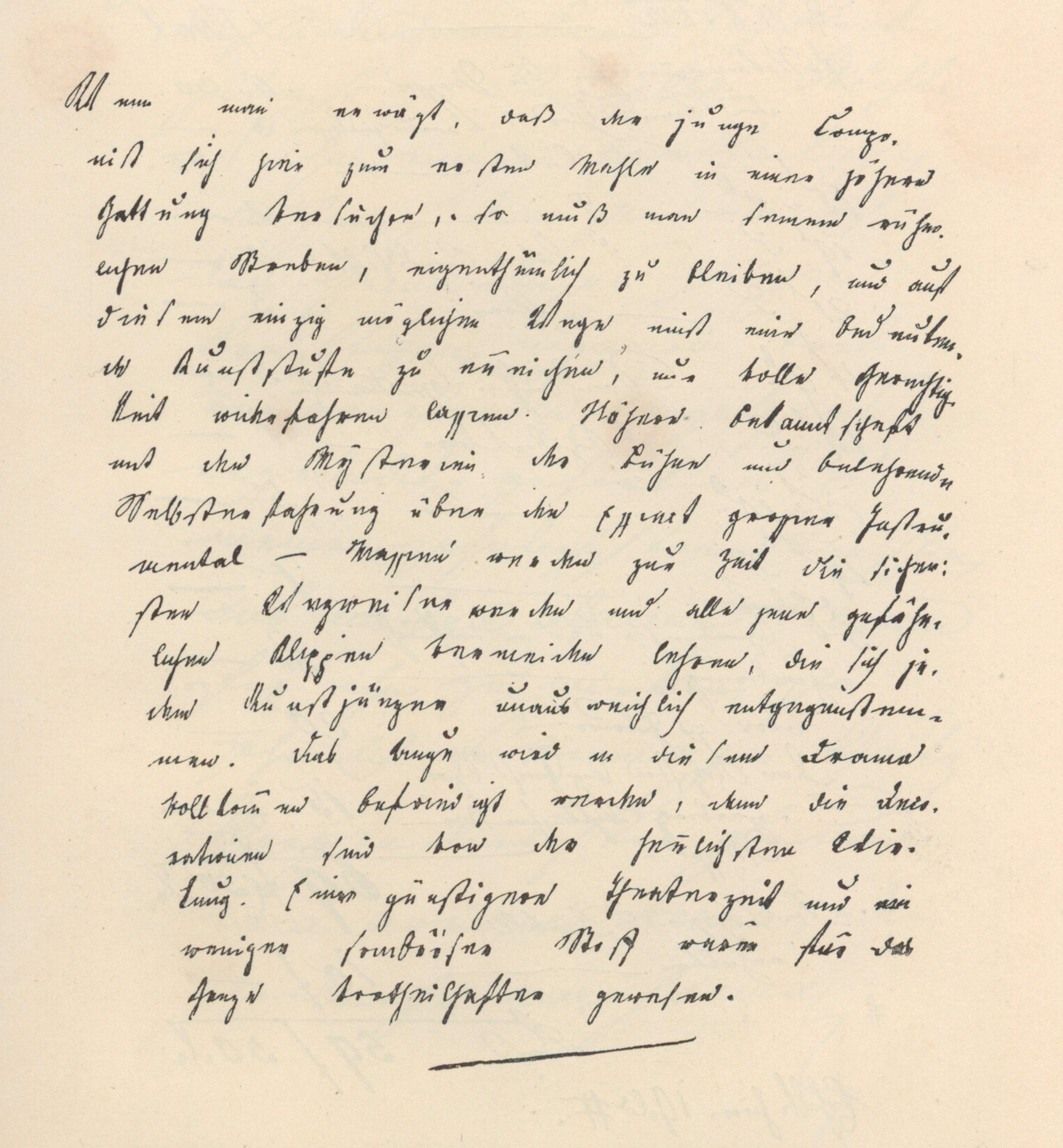
Mayrhofers Abschrift einer Rezension von Schuberts Melodram Zauberharfe, 1820

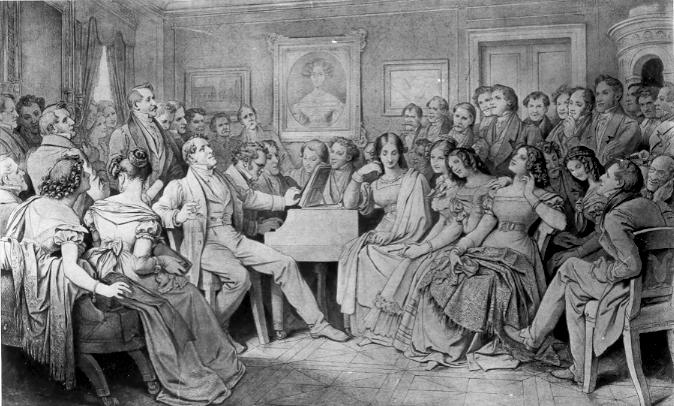
Johann Mayrhofer (ganz rechts stehend) bei Joseph von Spauns Schubertiade 1828, Zeichnung von Moritz von Schwind (1868)

Johann Baptist Mayrhofer (* 22. Oktober 1787 in Steyr; † 5. Februar 1836 in Wien) war ein österreichischer Dichter und enger Freund des Komponisten Franz Schubert.

## Leben und Werk
Mayrhofer war der Sohn eines Gerichtsprokurators und von 1806 bis 1810 Angehöriger des Stifts Sankt Florian in Oberösterreich. Nach seinem Austritt aus dem Stift studierte er in Wien Rechtswissenschaften und Theologie. Er schloss beide Studien erfolgreich ab. In seiner Studienzeit war er mit dem Schriftsteller Theodor Körner befreundet. Von 1814 bis zum Ende seines Lebens war Mayrhofer als Zensor und Bücherrevisor „K. K. Zentral-Bücher-Revisions-Amt“ im Rahmen der staatlichen Zensur durch das Metternich-Regime tätig. Auf diesen Broterwerb war er, gegen seine eigentliche politische Haltung, angewiesen.

### Beziehung zu Franz Schubert 1814–1820
In Wien lernte er 1814 durch Joseph von Spaun den Komponisten Franz Schubert kennen und lebte mit dem 10 Jahre jüngeren Freund von 1818 bis 1821 zusammen in einem Zimmer in einer Wohngemeinschaft im Haus rechts neben dem Alten Rathaus in der Wipplinger Straße 4.
Christoph Schwandt hat in seinem Aufsatz „Unaussprechlich, unbegriffen“ die enge Beziehung beider Künstler anhand von zahlreichen Dokumenten und ausführlicher Werkanalysen untersucht und kommt zu dem Schluss, dass es sich sowohl um eine fruchtbare Arbeits- als auch um eine Partnerbeziehung beider Männer gehandelt hat, die 1820 mit Auftauchen von Franz von Schober sowie Moritz von Schwind in Schuberts Leben zu seinem Auszug bei Mayrhofer führte. Zu dieser Zeit schrieb er für ihn den Gedichtzyklus „An Franz“.

„Du liebst mich! Tief hab ich's empfunden,
Du treuer Junge, zart und gut; 
so stähle sich denn, schön verbunden, 
der edle, jugendliche Mut! 
Wie immer auch das Leben dränge, 
wir hören die verwandten Klänge. 
Doch Wahrheit sei's, womit ich zahle: 
Ich bin nicht Guter, wie du wähnst; 
Du sprichst zu einem Ideale, 
wonach du jugendlich dich sehnst, — 
und eines Ringers schweres Streben 
hältst du für rasch entquoll'nes Leben. […]
Doch laß uns treu, bis sich dem Willen 
die Bildung und die Kraft gesellt, 
als Brüder redlich baun im Stillen 
an einer schönern, freien Welt; 
sie ist es nur, — der ich gesungen, — 
und ist sie, — sei das Lied verklungen!“

Schubert vertonte 47 Gedichte von Mayrhofer, darunter das bekannte Lied eines Schiffers an die Dioskuren sowie etwa Der zürnenden Diana. Mayrhofer schuf für ihn außerdem die Libretti zu zwei Bühnenwerken, die jedoch zu Lebzeiten der Autoren nicht aufgeführt wurden: Sowohl zum Singspiel Die Freunde von Salamanca (1815) und zur Oper Adrast sind lediglich die von Schubert vertonten Textteile überliefert. Ernst von Feuchtersleben verzichtete darauf, die ihm noch vorliegenden Manuskripte im Rahmen der Edition von Mayrhofers nachgelassenen Dichtungen zu veröffentlichen. Nach Schuberts Tod wirkte Mayrhofer auf seine Umwelt total verändert, „seine Lebensharmonie sei mit dem Tode Schuberts verklungen“, so der Schubert-Freund Ernst von Feuchtersleben.

### 1819 bis zum Suizid 1836
Ab 1819 im burschenschaftlichen Kreis in Wien aktiv.
1824 erschien eine Sammlung seiner Gedichte. 1829 veröffentlichte er in der Zeitschrift Neues Archiv für Geschichte seine „Erinnerungen an Franz Schubert“, durch die einige bemerkenswerte Informationen über Schubert und seinen Freundeskreis überliefert sind.
„Mayrhofer litt ständig unter schlechtem Befinden, seinem Hang zu Melancholie und Einsamkeit. 1830 machte er 2 Jahre nach Schuberts Tod einen ersten Selbstmordversuch. Man rettete ihn aus der Donau.“
1836 starb er in Wien durch Suizid infolge eines depressiven Schubs. Er stürzte sich aus dem dritten Stock des Zensur-Amtes.

## Bewertungen
„Mayrhofers Gedichte sind immer wie der Text zu einer Melodie.“

„Es bestechen bei ihm die genau gesehenen Bilder und die Goethe abgelauschte Diktion.“

## Werke
- Nachdruck der Gedicht-Ausgabe Wien 1824
- Ausgabe der Gedichte Mayrhofers durch Feuchtersleben 1843
- Von Schubert vertonte Gedichte Mayrhofers im Volltext
- Die Freunde von Salamanka. In: Neue Schubert-Ausgabe, Serie II/3.
- Adrast. In: Neue Schubert-Ausgabe, Serie II/12.